# 산호 라씨나
산호 라씨나(1997년 ~)는 고치 파이팅독스에서 뛰고 있는 부르키나파소 출신의 야구 선수다.